# Liste der Biografien/Schneider, V
Liste der Biografien |
Portal Biografien |
V Personensuche
# |
A |
B |
C |
D |
E |
F |
G |
H |
I |
J |
K |
L |
M |
N |
O |
P |
Q |
R |
S |
T |
U |
V |
W |
X |
Y |
Z |
?
 
Sa |
Sb |
Sc |
Sd |
Se |
Sf |
Sg |
Sh |
Si |
Sj |
Sk |
Sl |
Sm |
Sn |
So |
Sp |
Sq |
Sr |
Ss |
St |
Su |
Sv |
Sw |
Sy |
Sz
 
Sca–Sce |
Sch |
Sci–Scz
 
Scha |
Schc |
Schd |
Sche |
Schg |
Schi |
Schj |
Schk |
Schl |
Schm |
Schn |
Scho |
Schp |
Schr |
Schs |
Scht |
Schu |
Schv |
Schw |
Schy
 
Schna |
Schne |
Schni |
Schno |
Schnu |
Schny
 
Schneb |
Schnec |
Schned |
Schnee |
Schneg |
Schneh |
Schnei |
Schnek |
Schnel |
Schnep |
Schner |
Schnet |
Schneu |
Schnew |
Schney |
Schnez
 
Schneib |
Schneic |
Schneid |
Schneie |
Schneik |
Schneis |
Schneit
 
Schneida |
Schneide |
Schneidh |
Schneidl |
Schneidm |
Schneidr |
Schneidt
 
Schneidem |
Schneiden |
Schneider |
Schneidew
 
Schneider, A |
Schneider, B |
Schneider, C |
Schneider, D |
Schneider, E |
Schneider, F |
Schneider, G |
Schneider, H |
Schneider, I |
Schneider, J |
Schneider, K |
Schneider, L |
Schneider, M |
Schneider, N |
Schneider, O |
Schneider, P |
Schneider, R |
Schneider, S |
Schneider, T |
Schneider, U |
Schneider, V |
Schneider, W |
Schneider, Y |
Schneiderb |
Schneidere |
Schneiderf |
Schneiderh |
Schneiderl |
Schneiderm |
Schneidero |
Schneiders |
Schneiderw
Die Liste der Biografien führt alle Personen auf, die in der deutschsprachigen Wikipedia einen Artikel haben. Dieses ist eine Teilliste mit 10 Einträgen von Personen, deren Namen mit den Buchstaben „Schneider, V“ beginnt.

## Schneider, V

### Schneider, Va
- Schneider, Valérie, Schweizer Schauspielerin

### Schneider, Ve
- Schneider, Velten (* 1999), deutscher Leichtathlet
- Schneider, Veronika (* 1987), ungarische Schachspielerin

### Schneider, Vi
- Schneider, Viktor (1910–2005), österreichischer Politiker (SPÖ), Landtagsabgeordneter

### Schneider, Vo
- Schneider, Volker (* 1946), deutscher Lehrer und Chorleiter
- Schneider, Volker (* 1952), deutscher Politikwissenschaftler und Hochschullehrer
- Schneider, Volker (* 1955), deutscher Politiker (parteilos, Die Linke), MdB
- Schneider, Volkmar (* 1940), deutscher Pathologe
- Schneider, Volkmar (* 1949), deutscher Redakteur und Autor des Greizer Heimatkalenders

### Schneider, Vr
- Schneider, Vreni (* 1964), Schweizer Skirennfahrerin